# Jhonny Yánez Rangel
Jhonny de Jesús Yánez Rangel (San Carlos, Estado Cojedes, Venezuela, 21 de diciembre de 1961; sector Bejarano, Municipio Los Salias, 25 de septiembre de 2019) fue un militar y político venezolano, exgobernador del Estado Cojedes. Fue hallado muerto dentro de su vehículo incinerado.

## Biografía
Yánez Rangel alcanzó el grado de teniente coronel de la Guardia Nacional Bolivariana, hasta su retiro. Participó en el intento de golpe de Estado del 4 de febrero de 1992 y se integró junto a Hugo Chávez, elegido presidente en 1998, en el Movimiento Quinta República. De la mano del MVR, se postula en las elecciones regionales del 30 de julio de 2000 a gobernador de su estado, Cojedes, logrando imponerse en la elección y vencer al entonces mandatario regional José Alberto Galíndez, candidato de Acción Democrática, logrando el 49 % de votos.
En las elecciones regionales de 2004, se postula a la reelección, obteniendo el 56 % de votos, posicionándose con un amplio margen como ganador ante el exgobernador José Alberto Galíndez, quien consiguió el 36 %. Durante su mandato en Cojedes, los períodos 2000-2004 y 2004-2008, tuvo varios procedimientos administrativos abiertos por presuntas irregularidades en el manejo de fondos públicos, licitaciones y por fallas en el manejo del contrato colectivo de los trabajadores del Ejecutivo regional. Fue denunciado por dirigentes sociales del Partido Socialista Unido de Venezuela (PSUV) de abandonar el cargo de gobernador, denunciando varias obras inconclusas durante su gestión tales como la Villa Deportiva de San Carlos, construida en 2003, que ahora está en el abandono; la granja para la cría de cachamas, que provocó un reclamo de Hugo Chávez en un Aló, Presidente; la reactivación del central azucarero; la granja para la cría de pollos; y la negociación de las casas importadas de Uruguay.

### Orden de captura
El tribunal vigésimo quinto de primera instancia de Caracas ordenó el 29 de octubre de 2018 la privativa de libertad a Yánez Rangel por presuntos delitos de estafa continuada y asociación para delinquir. Yánez tenía varios procedimientos abiertos en la Contraloría de la entidad por diversas irregularidades que estarían relacionadas con licitaciones, órdenes de pago y creación de fondos del año 2003, al igual que con faltas en la lotería del estado, la presunta creación irregular de una Oficina de Atención al Compatriota y fallas en los manejos del contrato colectivo de los trabajadores. Sin embargo, se vio muy vinculado con el empresario Guido Antonini Wilson, lo que lo liga con el caso del maletín de 800 000 dólares en efectivo que fueron interceptados en Buenos Aires.
Con esta acción, también quedó relacionado con los empresarios Carlos Kauffman y Franklin Duarte, acusados también por ocultar la cifra de 800 000 dólares antes mencionada supuestamente destinada a una campaña electoral en Argentina. En ese juicio, Kauffman confirmó que junto a su socio pagaron sobornos a militares y civiles en altos cargos para agenciarse contratos multimillonarios. Entre ellos, Yánez Rangel, el exministro de Finanzas, Tobías Nóbrega, y Víctor José Medina, el administrador de las finanzas de la Guardia Nacional.
Yánez Rangel se convirtió entonces en prófugo de la justicia.

## Muerte
En septiembre de 2019 fue secuestrado en el municipio Baruta, entre Macaracuay y la Clínica Metropolitana. El 25 de septiembre, el Cuerpo de Investigaciones Científicas, Penales y Criminalísticas confirmó la muerte de Yánez Rangel en el sector Bejarano del Municipio Los Salias. El 27 de septiembre el CICPC anunció la conformación de un equipo multidisciplinario para investigar la muerte de Yánez, a cargo de la División de Homicidios, Extorsión y Secuestro. El CICPC afirmó que Yáñez Rangel estaba visitando a un familiar en la Clínica Metropolitana, en Caracas, y salió a La Trinidad a buscar unos medicamentos. Fue interceptado por cuatro hombres en una patrulla de la Policía Nacional Bolivariana en el túnel de la trinidad de Caracas y se le fue informado a un familiar del secuestro, pidiendo una cadena de oro y un reloj rolex. Yánez Rangel intentó escaparse y recibió un disparo en la región cefálica.
Fueron detenidas 5 personas involucradas en el asesinato de Yánez, entre ellos, a un funcionario de la Policía Nacional Bolivariana, al igual que fueron incautadas prendas y armas. En 2023 José Ramón Pérez Revilla, alias “José Cacho”, aparentemente involucrado en el crimen de Yánez Rangel, fue abatido por funcionarios del Cuerpo de Investigaciones Científicas, Penales y Criminalísticas.